# Let the Bullets Fly
Pour plus de détails, voir Fiche technique et Distribution.
Let the Bullets Fly (讓子彈飛, Ràng Zǐ Dàn Fēi) est un film chinois réalisé par Jiang Wen, sorti en 2010.

## Synopsis
Dans les années 1920, Pocky Zhang, chef d'un groupe de bandits, attaque le convoi de Ma Bangde, nouveau gouverneur de la Ville des Oies (鹅城, E-cheng). Celui-ci prétend qu'il n'est le conseiller Tang, tué dans l'attaque et qu'il va aider le bandit à prendre la place de Ma Bangde.
Arrivé à la Ville des Oies, la troupe se heurte au chef de la mafia locale, maître Huang.

## Fiche technique
- Titre : Let the Bullets Fly
- Réalisation : Jiang Wen
- Scénario : Jiang Wen, d'après le roman Ye Tan Shi Ji de Ma Shitu
- Musique : Joe Hisaishi, Nan Shu
- Photographie : Fei Zhao
- Montage : Wei Jie Cao, Jiang Wen
- Production : Albert Yeung, Ping Dong, Yin Homber
- Sociétés de production : Beijing Bu Yi Le Hu Film Company, China Film Group Corporation, Chinavision Media Group, Emei Film Group, Emperor Motion Pictures, Happy Blue Sea Film & Television Group
- Société de distribution : Emperor Motion Pictures
- Pays de production :  Chine,  Hong Kong
- Langue : Mandarin, sichuanais
- Durée : 132 minutes
- Dates de sortie : 
  - Chine  : 16 décembre 2010
  - Hong Kong  : 13 janvier 2011
  - États-Unis : 2 mars 2012
  - Japon  : 6 juillet 2012

## Distribution
- Chow Yun-fat : maître Huang
- Ge You : Ma Bangde
- Jiang Wen : Pocky Zhang
- Carina Lau : Mme. Ma
- Hu Jun : la faux Pocky
- Miao Pu : la maîtresse de Shanxi
- Jiang Wu : maître Wu
- Liao Fan : Trois
- Zhou Yun : Flora
- Chen Kun : Hu Wan
- Zhang Mo : Six
- Liao Fan : Trois

## Accueil
Le film obtient la note de 71 % sur Rotten Tomatoes. Jiang Wen a reçu le Prix du meilleur réalisateur pour ce film aux Hong Kong Film Critics Society Awards.

## Box-office
Pour un budget estimé de 18 millions de dollars, le film a été un succès et a rapporté 140 millions de dollars au box-office. Il devient à l'époque de sa sortie le plus gros succès commercial en Chine, devancé seulement par le film Avatar.